# Хосна
Хосна (пол. Chosna) — село в Польщі, у гміні Пражмув Пясечинського повіту Мазовецького воєводства.
Населення — 76 осіб (2011).
У 1975—1998 роках село належало до Варшавського воєводства.

## Демографія
Демографічна структура станом на 31 березня 2011 року:
|          | Загалом | Допрацездатний вік | Працездатний вік | Постпрацездатний вік |
| -------- | ------- | ------------------ | ---------------- | -------------------- |
| Чоловіки | 40      | 3                  | 33               | 4                    |
| Жінки    | 36      | 5                  | 19               | 12                   |
| Разом    | 76      | 8                  | 52               | 16                   |